# Wrightoporia roseocontexta
Wrightoporia roseocontexta är en svampart som beskrevs av Ryvarden & Iturr. 2003. Wrightoporia roseocontexta ingår i släktet Wrightoporia och familjen Bondarzewiaceae.   Inga underarter finns listade i Catalogue of Life.